# Dan Jansen
Daniel Ervin „Dan” Jansen (ur. 17 czerwca 1965 w West Allis) – amerykański łyżwiarz szybki, złoty medalista olimpijski, wielokrotny medalista mistrzostw świata i zdobywca Pucharu Świata.

## Kariera
Specjalizował się w dystansach sprinterskich. W 1984 roku wystartował na igrzyskach olimpijskich w Sarajewie, zajmując szesnaste miejsce w biegu na 1000 m oraz czwarte na dwukrotnie krótszym dystansie. Walkę o medal przegrał wtedy z Gaétanem Boucherem z Kanady. Na rozgrywanych rok później mistrzostwach świata w wieloboju sprinterskim w Heerenveen zdobył brązowy medal, ulegając tylko Iharowi Żalazouskiemu z ZSRR i Gaétanowi Boucherowi. W tej samej konkurencji był drugi na mistrzostwach świata w Karuizawie w 1986 roku oraz pierwszy podczas mistrzostw świata w West Allis w 1988 roku. Wystąpił na igrzyskach w Calgary, lecz nie ukończył żadnego biegu. Tuż przed rozpoczęciem pierwszej konkurencji dowiedział się, że zmarła jego siostra. W 1992 roku był czwarty na 500 m podczas igrzysk w Albertville oraz drugi na mistrzostwach świata w Oslo. Ostatnie medale zdobył w 1994 roku, zwyciężając na dystansie 1000 m podczas igrzysk olimpijskich w Lillehammer oraz podczas mistrzostw świata w Calgary.
Wielokrotnie stawał na podium zawodów Pucharu Świata, odnosząc przy tym 46. zwycięstw. W sezonach 1985/1986, 1991/1992, 1992/1993 i 1993/1994 zwyciężał w klasyfikacji końcowej na 500 m, w sezonach 1987/1988, 1988/1989 i 1989/1990 był drugi, a w sezonie 1986/1987 zajął trzecie miejsce. Ponadto w sezonach 1985/1986, 1987/1988 i 1993/1994 był pierwszy, w sezonach 1988/1989, 1989/1990 i 1992/1993 zajął drugie miejsce, a w sezonie 1986/1987 był trzeci w klasyfikacji końcowej PŚ na 1000 m.
Dziewięć razy bił rekordy świata.

### Mistrzostwa świata
- Mistrzostwa świata w wieloboju sprinterskim
  - złoto – 1988, 1994
  - srebro – 1986, 1992
  - brąz – 1985